# Oreste Benatti
Oreste Benatti (Mirandola, 11 aprile 1905 – Roma, 1982) è stato un calciatore italiano, di ruolo attaccante.
Giocava nel ruolo di ala.

## Carriera

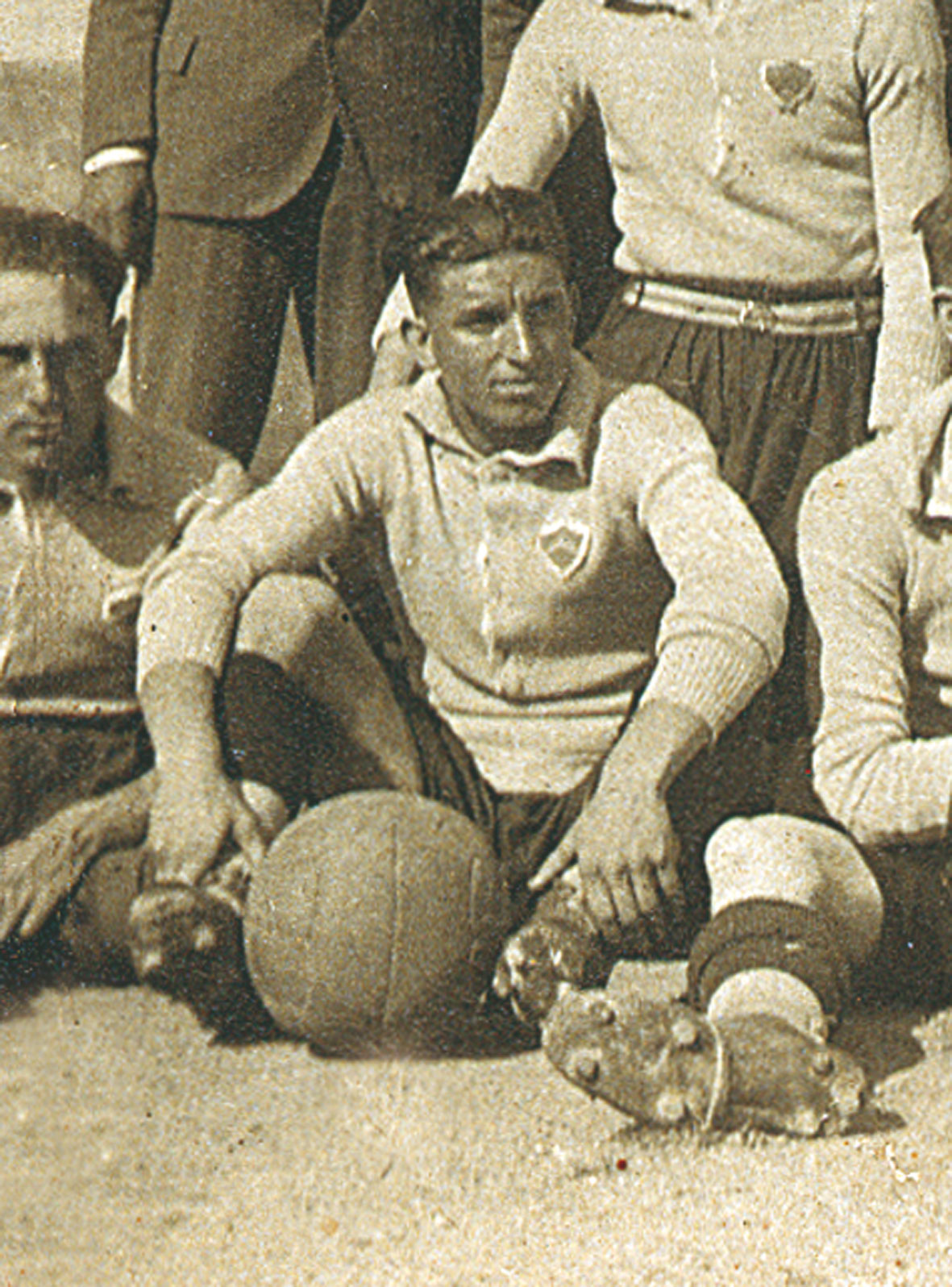
Oreste Benatti (1926)

Cresciuto nelle file della Mirandolese, dove era conosciuto col soprannome Bighina e conquistò la promozione in Serie C, nel 1927 debuttò nella Reggiana in Divisione Nazionale, all'epoca massimo livello del campionato italiano.
Giocò poi in Serie A con la Roma, con cui disputò il suo esordio nel massimo campionato il 6 ottobre 1929 in Alessandria-Roma (3-1), in una stagione dove si fece notare per le sue 9 reti (quarto miglior cannoniere della squadra), tra cui uno in Roma-Ambrosiana (2-0, 24 novembre 1929), uno in Roma-Juventus (2-3, 12 gennaio 1930) e tre in Roma-Padova 8-0 del 6 luglio 1930. Per questo motivo, venne convocato in due incontri nella nazionale B.
Viene ricordato anche per aver fatto parte delle prime rose della squadra capitolina. Fu in seguito ceduto al Lecce in cui segnò 10 reti, tra cui una doppietta al Novara, per poi passare dopo solo una stagione al Napoli dove giocò tre campionati.
Dopo breve permanenza nello Spezia (due presenze) e nel Trento, nel 1936 chiuse la carriera nell'Ilva Bagnolese.